# Truman Seymour

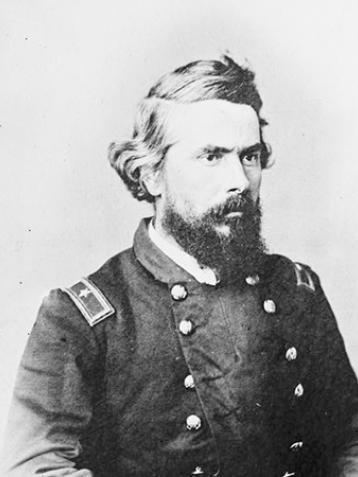
Truman Seymour

Truman Seymour (* 24. September 1824 in Burlington, Vermont; † 30. Oktober 1891 in Florenz, Italien) war General des US-Heeres im Sezessionskrieg.
Er schloss die US-Militärakademie in West Point, New York 1846 ab. Anschließend kämpfte er bei der Artillerie im Mexikokrieg und gegen Seminolen in Florida.
Bei Beginn des Bürgerkrieges war Seymour Hauptmann in Fort Sumter, das zum Schauplatz der ersten Kampfhandlungen des Krieges wurde.
Nach einigen Monaten, die er im Verteidigungsring um Washington, D.C. verbrachte, wurde er im April 1862 zum Brigadegeneral der Freiwilligen befördert. Gleichzeitig wurde Seymour zum Kommandeur der 3. Brigade der 3. Division des V. Korps der Potomac-Armee ernannt, die er während des Halbinsel-Feldzuges führte.
Bei den Schlachten am South Mountain und Antietam führte er die 1. Brigade der 3. Division im III. Korps derselben Armee.
Ende 1862 wurde Seymour in den Wehrbereich Süd (Department of the South) versetzt, wo er eine Division auf Morris Island in den Kämpfen um den Hafen von Charleston, South Carolina, führte.
Beim zweiten Angriff auf Battery Wagner am 18. Juli 1863 wurde er verwundet.
Seymour führte 1864 die Unionstruppen in den Kämpfen in Florida, so bei der Schlacht bei Olustee.
Während der Schlacht in der Wilderness führte er wieder eine Brigade in der Potomac-Armee, die 2. Brigade der 3. Division im VI. Korps. Seymour wurde dort von den Konföderierten gefangen genommen, wenig später aber ausgetauscht. Nun erhielt er das Kommando über die 3. Division im VI. Korps, die er in der Shenandoahkampagne, vor Petersburg und im Appomattox-Feldzug führte.
Nach dem Krieg blieb er bis 1876 im regulären Heer und ließ sich später in Florenz in Italien nieder, wo er am 30. Oktober 1891 starb.